# Атопічний дерматит
Атопічний дерматит — захворювання шкіри, що виникає, як правило, у ранньому дитячому віці у осіб із спадковою схильністю до атопічних захворювань, що має хронічний рецидивуючий перебіг, вікові особливості локалізації і морфології вогнищ запалення, що характеризується шкірною сверблячкою і обумовлене гіперчутливістю як до алергенів, так і до неспецифічних подразників.
До симптомів атопічного дерматиту належать: сухість шкіри, еритема, кровоточивість та утворення кірочок, а також ліхеніфікація. Свербіж є характерною рисою захворювання і відповідає за більшу частину тягаря хвороби для пацієнтів та їх сімей.
Атопічний дерматит — одна з атопічних хвороб, до яких також відносять алергійний риніт, алергічну бронхіальну астму, алергічний кон'юнктивіт та деякі алергічні захворювання шлунково-кишкового тракту.
Причини захворювання мають комплексну природу і до кінця не з'ясовані.
Для лікування використовують препарати на основі глюкокортикостероїдів, наприклад, бетаметазону. Седативні антигістамінні препарати застосовують для поліпшення свербежу в разі порушення сну, а неседативні антигістамінні препарати не рекомендуються для стандартної терапії атопічного дерматиту при відсутності кропив'янки або інших атопічних проявів, таких як ринокон'юнктивіт. Наприклад, не чинить значущої седативної дії лоратидин, який часто вживають проти інших алергічних реакцій.
Уражену атопічним дерматитом ділянку шкіри часто колонізує золотистий стафілокок, що далі подразнює її.

## Етимологія
Термін «атопія» в перекладі означає «не на своєму місці» або «дивний», запропонований філологом М. Perry з Колумбійського університету, до якого на початку 20-х років XX ст. звернулися американські алергологи A.F. Coca та R.A. Cooke, щоб описати незвичайний тип гіперчутливості до різних речовин навколишнього середовища, який частіше зустрічався у сім'ях без явної попередньої сенсибілізації.